# Canariomys
Canariomys es un género extinto de los roedores miomorfos de la familia Muridae que habitaron las islas de Tenerife y Gran Canaria (islas Canarias, España). 
Estas ratas gigantes podrían alcanzar un peso de alrededor de 1 kg, lo que las hace extraordinariamente grandes en comparación con sus homólogas europeas. Ambas especies tenían una dieta similar, herbívora. Se cree que en términos generales, la especie de Tenerife vivía en un entorno boscoso ligado a la laurisilva y que tenía habilidades trepadoras, en cambio la especie de Gran Canaria vivía en entornos más abiertos y estaba más ligada a la excavación de madrigueras.
Dos especies son reconocidas actualmente:
- Canariomys bravoi Crusafont-Pairó & Petter, 1964: Rata gigante de Tenerife (Pleistoceno).
- Canariomys tamarani López-Martínez & López-Jurado, 1987: Rata gigante de Gran Canaria (Holoceno).